# Городской музей (Вроцлав)
Городской музей (пол. Muzeum Miejskie) — музей, находящийся во Вроцлаве, Польша. Музей состоит из нескольких филиалов, располагающихся в различных зданиях и исторических местах Вроцлава. Администрация музея находится на улице Сукеннице (ul. Sukiennice) 14/15.

## История
1 января 2000 года во Вроцлаве был основан Городской музей. 19 апреля 2009 года был открыт новый музейный отдел в бывшем Королевском дворце на улице Казимира Великого (ul. Kazimierza Wielkiego).

## Выставки
Основной экспозицией музея является выставка «1000 лет истории Вроцлава», которая демонстрирует историю Вроцлава со средневековья и до нашего времени. Выставка содержит около 3 тысяч экспонатов, предоставленных из собраний Варшавского Национального музея, Вроцлавского университета и частных коллекций.

## Филиалы музея
- Археологический музей — находится на улице Чешинского (ul.Cieszyńskiego), 9;
- Исторический музей — занимает часть помещений бывшего Королевского дворца на улице Казимира Великого, 35
- Гродской арсенал — находится на улице Чешинского, 9;
- Музей мемориального искусства — старое еврейское кладбище;
- Музей фалеристического искусства — занимает одно из помещений Королевского дворца;
- Музей мещанского искусства — занимает одно из помещений городской Ратуши.

## Источник
- «1000 lat Wrocławia — przewodnik po wystawie» red. M. Łagiewski, H. Okólska, P. Oszczanowski, Muzeum Miejskie Wrocławia 2009 ISBN 978-83-89551-55-9